# Sigfried Uiberreither

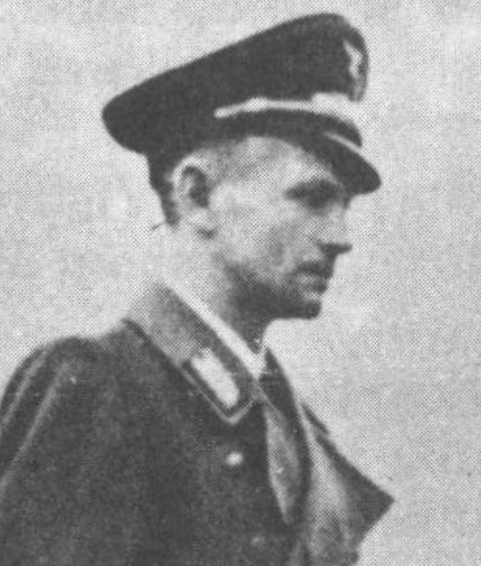
Sigfried Uiberreither, 1941

Sigfried Uiberreither (Taufname: Siegfried Josef Überreiter; alias Friedrich Schönharting) (* 29. März 1908 in Salzburg; † 29. Dezember 1984 in Sindelfingen) war ein österreichischer Jurist und hoher Funktionsträger und SA-Obergruppenführer in der Zeit des Nationalsozialismus. Er war neben anderem Gauleiter, Reichsstatthalter und Reichsverteidigungskommissar in der Steiermark und als solcher verantwortlich für zahlreiche NS-Verbrechen und die Aufrechterhaltung der NS-Herrschaft.

## Biografie

### Familie, Ausbildung

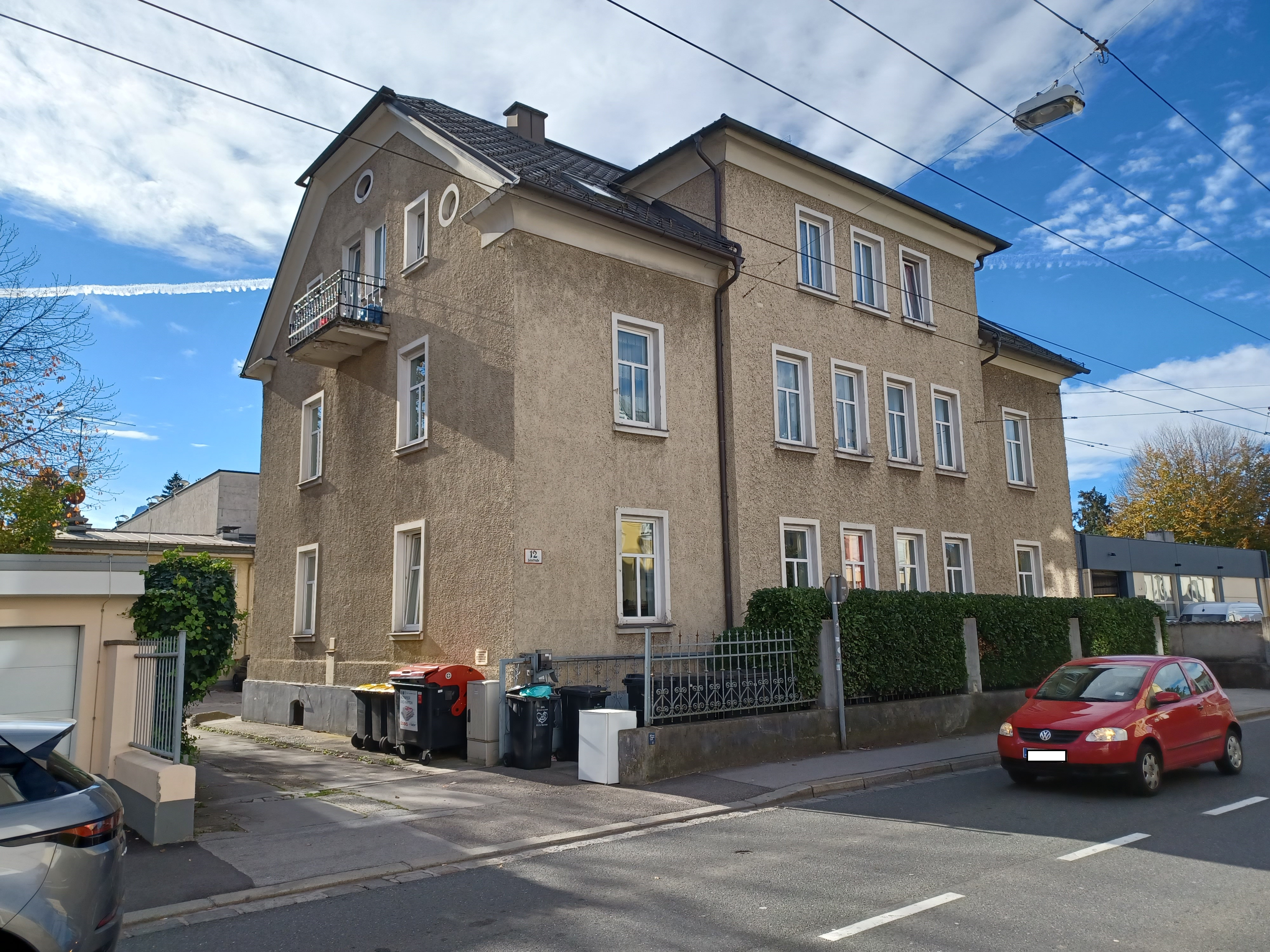
Elternhaus, Jahnstraße 12, Salzburg

Siegfried Überreiter kam in der Salzburger Elisabeth-Vorstadt, im Haus Jahnstraße 12 auf die Welt. Er war der Sohn des Bezirksingenieurs Josef Überreiter, seine Mutter hieß Marianne Überreiter, geb. Prem, und war eine Tochter des „Botenwirts“ Franz Prem in St. Johann im Pongau.
1924 trat Überreiter in die Schilljugend ein, die eine Wegbereiterorganisation der Hitlerjugend war. Nach dem Besuch der Volks- und Realschule und der Matura in Salzburg studierte er an der Universität Graz Jus, im Jahr 1933 wurde er zum Dr. jur. promoviert. In Graz trat er 1927 der deutschnationalen Grazer akademischen Burschenschaft Cheruskia und dem Steirischen Studentenbataillon bei, später auch dem paramilitärischen Steirischen Heimatschutz. 1933 ließ er die Schreibweise seines Nachnamens auf Uiberreither abändern. Neben dem Studium arbeitete er zeitweise als Bauhilfsarbeiter. Ab 1930 war er Sekretär der Landwirtschaftskrankenkasse in Graz.

### Nationalsozialismus
1931 trat er in die SA ein, in der er während der Zeit des Verbotes der NS-Organisationen (1934–1938) im österreichischen Ständestaat zum SA-Gruppenführer ernannt wurde. Nach dem „Anschluss Österreichs“ von 1938 wurde er zuerst kommissarischer Polizeidirektor für Graz. Er trat am 1. Mai 1938 der NSDAP bei (Mitgliedsnummer 6.102.560, siehe dazu jedoch die Bemerkungen zu NSDAP Österreichs).
Nach dem Anschluss Österreichs hatte die nationalsozialistische Führung die Absicht, den Grenzgau Steiermark zu einem Mustergau an der Südostecke des Deutschen Reiches zu machen. Der Auswahl des Gauleiters wurde daher besondere Bedeutung beigemessen. Dem Gauleiter aus der illegalen Zeit der NSDAP, Sepp Helfrich, und auch den anderen „alten Kämpfern“ traute man diese Aufgabe nicht zu. So wurde Uiberreither mit Wirkung vom 22. Mai 1938 von Hitler zum Gauleiter ernannt, in der Hoffnung, dass er der gewünschte „starke Grenzgauleiter“ werde. Er wurde damit im Alter von 30 Jahren jüngster Gauleiter im Deutschen Reich. Am 9. Juni 1938 wurde er auch Landeshauptmann. Im selben Jahr erfolgte seine Ernennung zum SA-Brigadeführer für die Mittelsteiermark. 1939 heiratete er Käthe (1918–2012), eine Tochter des Meteorologen und Geowissenschaftlers Alfred Wegener. Eine Schwester Käthes war mit dem Bergsteiger Heinrich Harrer verheiratet. 1939/40 leistete Uiberreither Kriegsdienst als Gebirgsjäger und nahm an der Besetzung Norwegens teil. Im April 1940 wurde er als Leutnant aus der Wehrmacht entlassen.
Zwischen 1938 und Ende 1939 wurden die knapp 3000 Juden, die im Gau Steiermark lebten, durch Verfolgungen, Terrorisierung, Zerstörung ihrer Synagogen und Zeremonienhallen sowie durch Beschlagnahme ihres Eigentums aus dem Land vertrieben.
Mit 31. März 1940 erlosch die Tätigkeit Uiberreithers als Landeshauptmann, weil die Steiermark ein Reichsgau geworden war. Er wurde Reichsstatthalter der Steiermark. An der Spitze des Reichsgaues stand für den staatlichen Bereich der Reichsstatthalter und für die Parteiangelegenheiten der Gauleiter. Beide Funktionen waren, wie es auch in anderen Gauen oft der Fall war, in einer Person, Uiberreither, vereinigt.

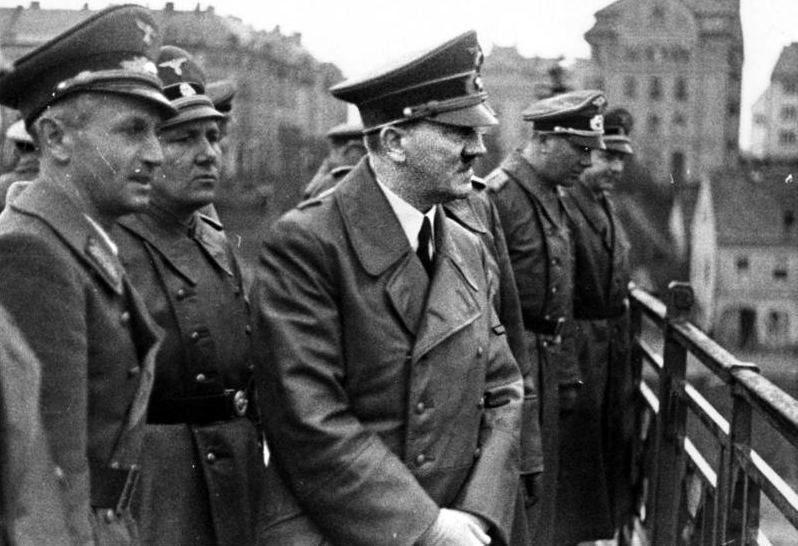
Von links: Uiberreither, Martin Bormann, Adolf Hitler und Otto Dietrich auf der Draubrücke in Marburg an der Drau (1941), Aufnahme aus der Sammlung von Adolf von Bomhard im Bundesarchiv

Mit der Zerschlagung Jugoslawiens nach dem deutschen Balkanfeldzug im Frühjahr 1941 fielen die Untersteiermark und Teile der Oberkrain an das Deutsche Reich. Uiberreither wurde von Hitler als Chef der Zivilverwaltung für die Untersteiermark eingesetzt. Es begann eine rigorose Germanisierungspolitik, und Uiberreither kündigte an, dass man mit Eiseskälte die notwendigen Maßnahmen treffen werde, um das Land in drei Jahren einzudeutschen. Nach der Verhaftung der slowenischen Führungsschicht und Auflösung der slowenischen Vereine und Kulturorganisationen wurden tausende Slowenen nach Serbien, Kroatien und ins Altreich umgesiedelt. Des Weiteren wurden schon im Mai 1941 1200 jüngere Lehrer aus der Steiermark zum Einsatz in die Untersteiermark abkommandiert und Deutsch an Stelle von Slowenisch als Unterrichtssprache an den zirka 400 Schulen eingeführt. Slowenen durften, bis auf wenige Ausnahmen, nicht mehr als Lehrer tätig sein. Zudem sollte das gesamte slowenische Schriftgut aus der Untersteiermark eingezogen werden. Die brutale Germanisierungspolitik führte bald zu slowenischen Gegenaktionen wie passivem Widerstand, Sabotage, Raub und Anschlägen. Diese Reaktionen beantwortete das NS-Regime mit der Erschießung von Gefangenen, die zur Abschreckung auch namentlich im ganzen Land plakatiert wurden. Mit der Fortdauer des Krieges bekamen die Partisanen ständig mehr Zulauf, und gegen Kriegsende griff die immer mehr von Kommunisten dominierte Widerstandstätigkeit sogar auf die obersteirischen Industriezonen über.
Uiberreither wurde 1942 auch zum Reichsverteidigungskommissar für den Gau Steiermark bestellt. 1943 folgte seine Ernennung zum SA-Obergruppenführer. Im selben Jahr war Uiberreither auch als neuer Reichsminister für Erziehung im Gespräch; schließlich behielt jedoch Bernhard Rust sein Amt. Ab 1944 war er Führer des Volkssturms in der Steiermark.
Trotz der ab August 1943 fast täglichen alliierten Bombenangriffe und der dadurch hervorgerufenen massiven Zerstörungen sowie der zunehmenden Aktionen von Widerstandsbewegungen gelang es Uiberreither und dem NS-Regime bis zum Kriegsende, die Rüstungsproduktion und die Lebensmittelversorgung für die Bevölkerung aufrechtzuerhalten. Auf Widerstand, Boykottierung von angeordneten Maßnahmen, Sabotage und Desertion antwortete das Regime erbarmungslos. Besonders in den letzten Monaten häuften sich Erschießungen.
Die deutschsprachige Minderheit der Untersteiermark bezahlte die barbarische Germanisierungspolitik des NS-Regimes nach dem Krieg mit ihrer fast vollständigen Vertreibung und Enteignung, persönlichen Verfolgungen, Inhaftierungen, Folterungen und Ermordungen, die vom an die Macht gekommenen Tito-Regime veranlasst wurden.
Uiberreither ließ noch am 7. Mai 1945, am Tag vor seiner eigenen Flucht aus Graz, eine Gruppe von sechs Widerstandskämpfern im Feliferhof hinrichten, und auch im Hof der Polizeidirektion wurden politische Gegner bis zuletzt ermordet. Uiberreither übergab die Geschäfte seinem innerparteilichen Rivalen, dem etwas gemäßigteren Armin Dadieu. Dieser enthob noch zu Mittag alle Kreis- und Ortsgruppenleiter der NSDAP in der Steiermark ihrer Funktionen und ordnete an, dass dem Nerobefehl nicht Folge zu leisten sei.

### Nach dem Krieg
Uiberreither wurde am 9. Mai in Murau von den Briten verhaftet, verhört und Mitte Oktober nach Nürnberg gebracht. Er sagte dort vor dem Internationalen Militärgerichtshof aus. Er war in US-Camps in Regensburg und Dachau kaserniert. Der drohenden Auslieferung nach Jugoslawien, die, wie bei den anderen an Jugoslawien ausgelieferten Gauleitern oder hohen SS- bzw. Wehrmachts-Offizieren, mit hoher Wahrscheinlichkeit mit einem Todesurteil geendet hätte, entzog er sich durch eine Flucht. Er sollte nach dem Prozess in Nürnberg zusammen mit dem Kärntner Gauleiter Friedrich Rainer nach Ljubljana gebracht werden. Mit Hilfe eines Bruders von Hartmann Lauterbacher und der Organisation Gehlen flüchtete er am 10. Mai 1947 aus dem Lager Dachau. Am Volksgericht Graz wurden gegen ihn mehrere Verfahren eingeleitet, unter anderem wegen der Anordnung von Massenerschießungen von Freiheitskämpfern auf dem Feliferhof bei Graz und in der SS-Kaserne in Graz-Wetzelsdorf. Uiberreither erschien nie vor Gericht.
Uiberreither lebte ab 1947 unter dem Namen Friedrich Schönharting in Sindelfingen. Er wurde dabei unter anderem vom damaligen Sindelfinger Oberbürgermeister Arthur Gruber unterstützt. Uiberreither arbeitete von 1947 bis 1970 bei dem Kältemaschinenbauer Bitzer in Sindelfingen. Den Bruder des Unternehmenschefs Martin Bitzer, Ernst Bitzer, hatte Uiberreither während seiner Kasernierung in Regensburg kennengelernt. Uiberreithers Plan, nach Venezuela auszuwandern, wurde 1958 durch eine Erkrankung vereitelt. In späteren Jahren war er bei der Deutschen Bundesbahn beschäftigt. Die Ehefrau Uiberreithers trat unter ihrem neuen Namen Katharina „Käthe“ Schönharting bei einem am 31. Dezember 2006 von der ARD ausgestrahlten Film über ihren Vater Alfred Wegener auf. Das Ehepaar hatte vier Söhne, der jüngste wurde in Sindelfingen geboren.
Seine letzten Lebensjahre sollen von einer Alzheimer-Erkrankung überschattet gewesen sein, Uiberreither starb am 29. Dezember 1984. Seine Urne wurde unter dem Namen Friedrich Schönharting am Burghaldenfriedhof in Sindelfingen bestattet.